# Leptotogea cancanensis
Leptotogea cancanensis är en stekelart som beskrevs av Heinrich 1968. Leptotogea cancanensis ingår i släktet Leptotogea och familjen brokparasitsteklar. Inga underarter finns listade i Catalogue of Life.